# PAAMS

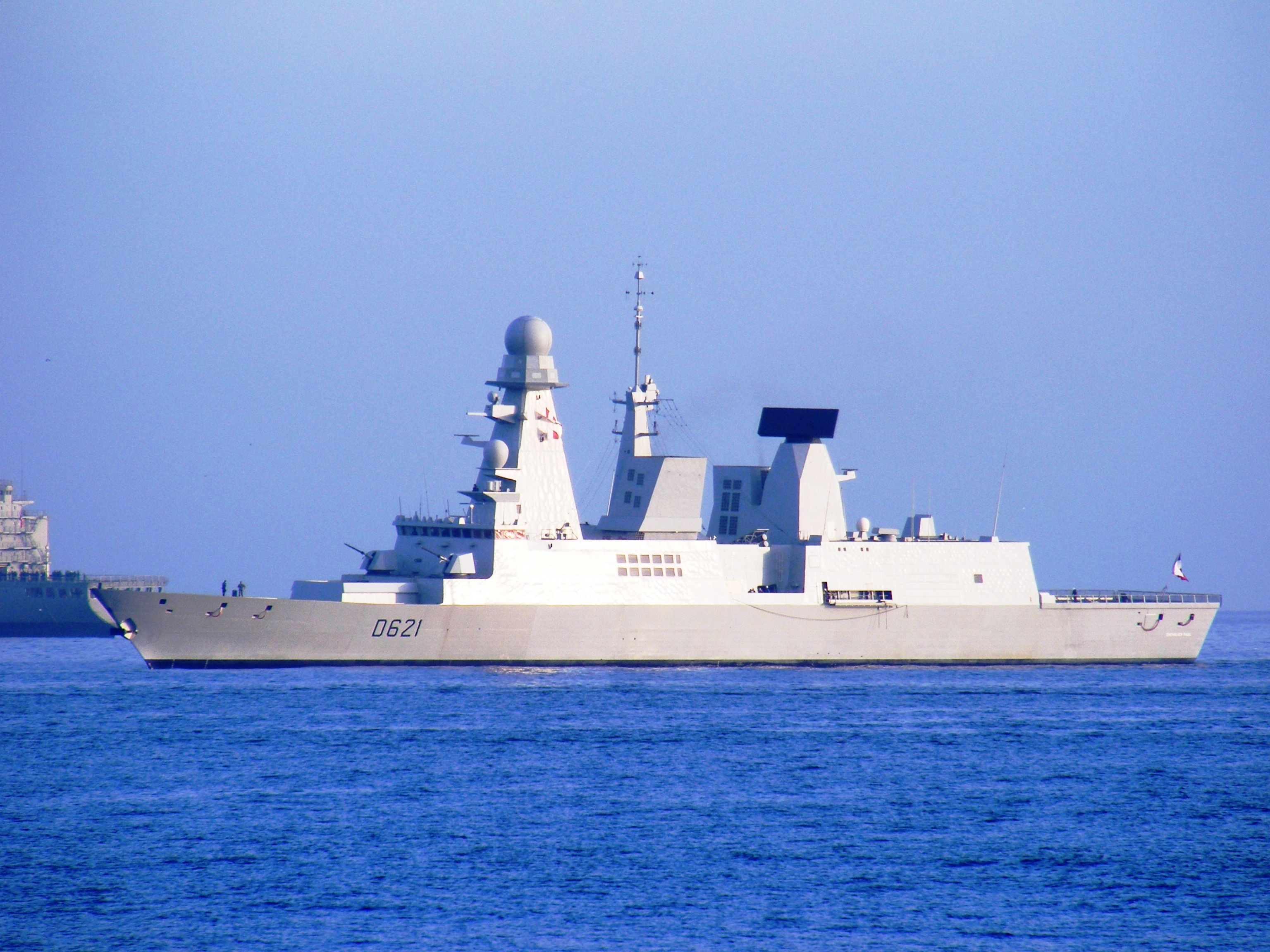
法國海軍的佛賓級驅逐艦騎士保羅號配备PAAMS(E)综合防空作战系统

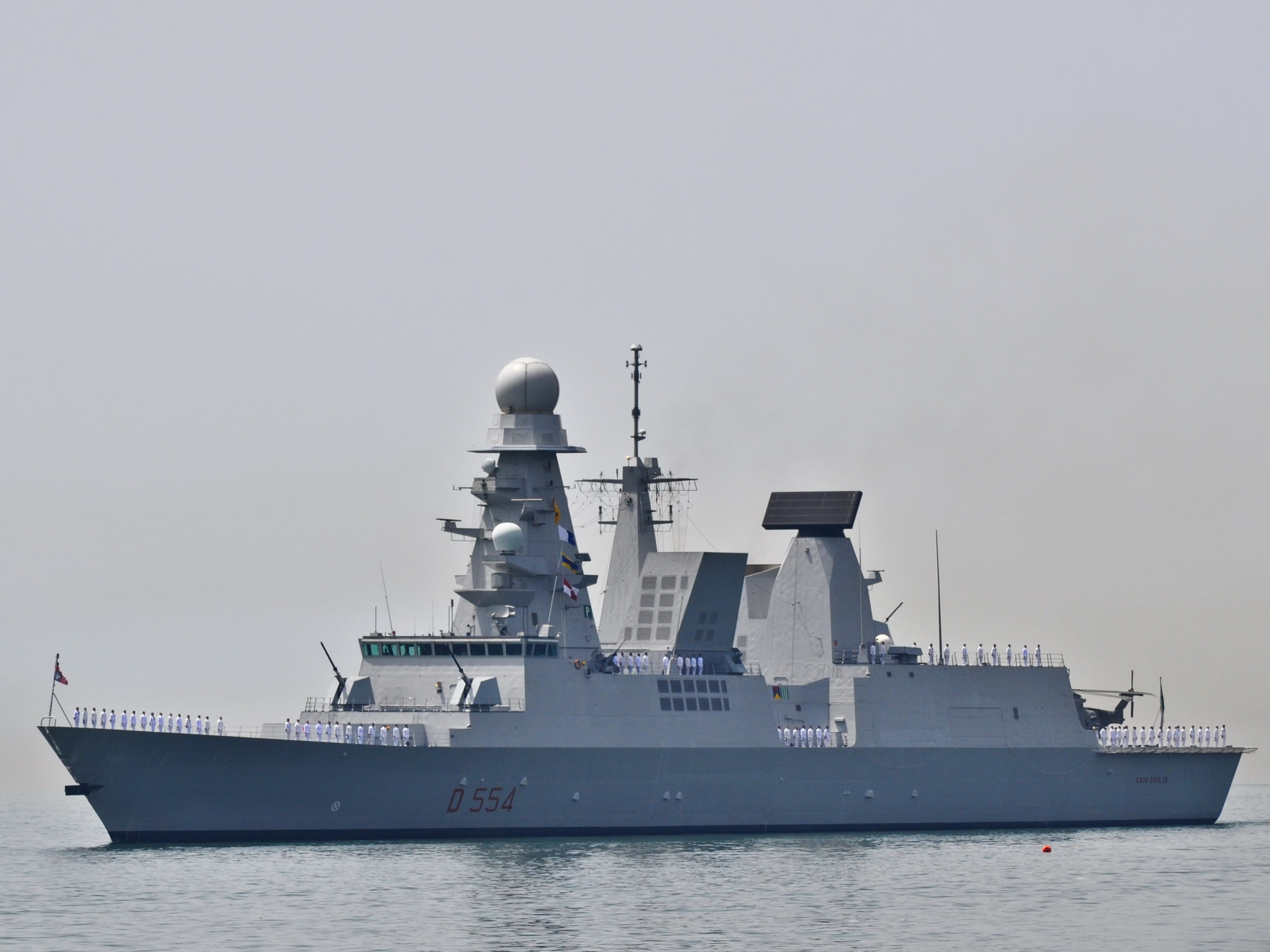
意大利海军的安德烈亞·多里亞级驱逐舰卡約·杜伊利奧號配备PAAMS(E)综合防空作战系统

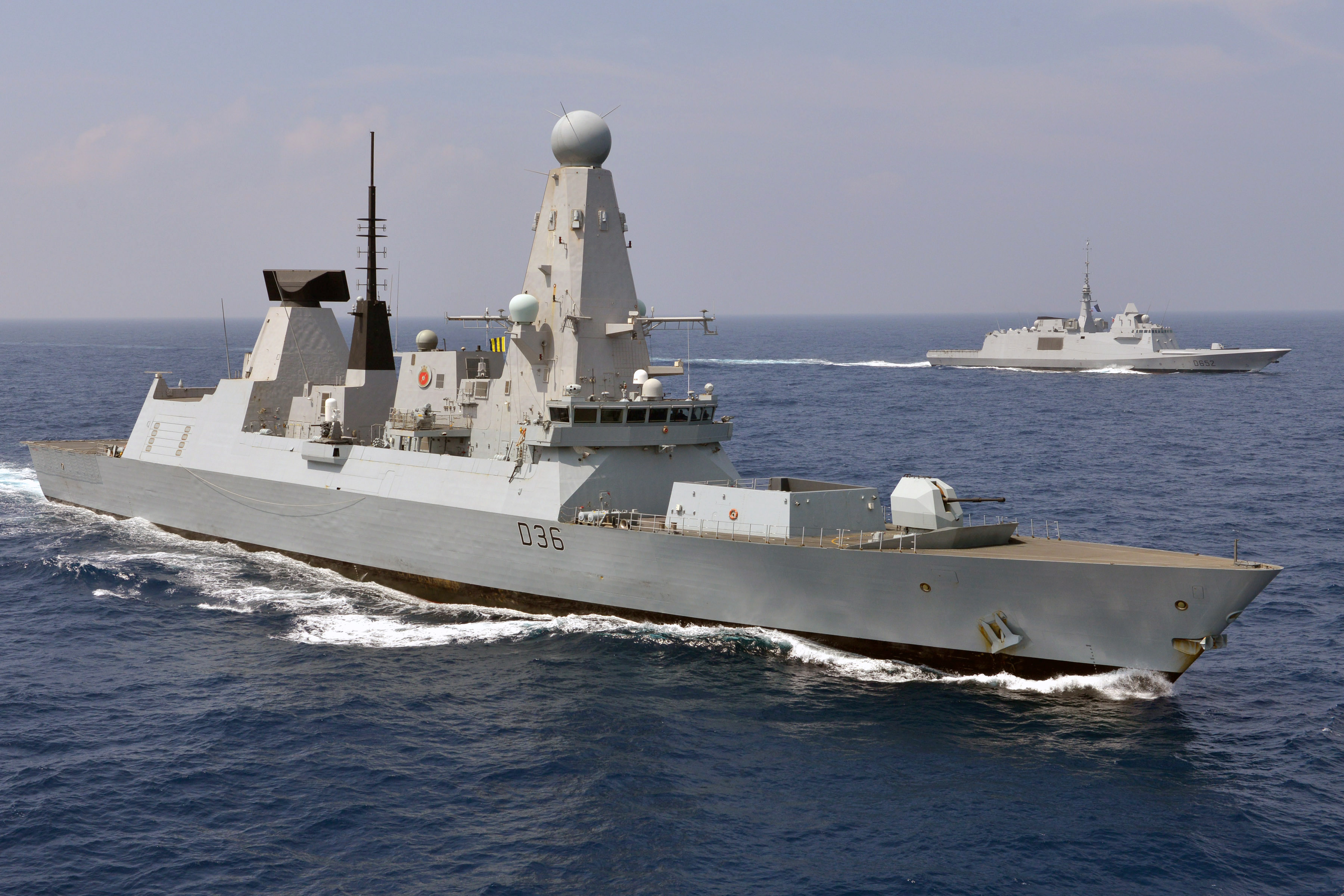
英國皇家海軍的45型驅逐艦捍衛者號配備PAAMS(S)綜合防空作戰系統

主防空导弹系統（PAAMS）是法国、意大利和英国联合开发的综合舰载防空系统项目，此項目的主承包商为欧洲防务系统公司，它是欧洲导弹公司 (66%) 和英国导弹公司(33%) 的共同创建合资公司，在英国，PAAMS則被命名为海蝰蛇 。
目前，此系統裝備於法國海軍的佛賓級驅逐艦、義大利海軍的安德烈亞·多里亞級驅逐艦和英國皇家海軍的45型驅逐艦上。

## 背景

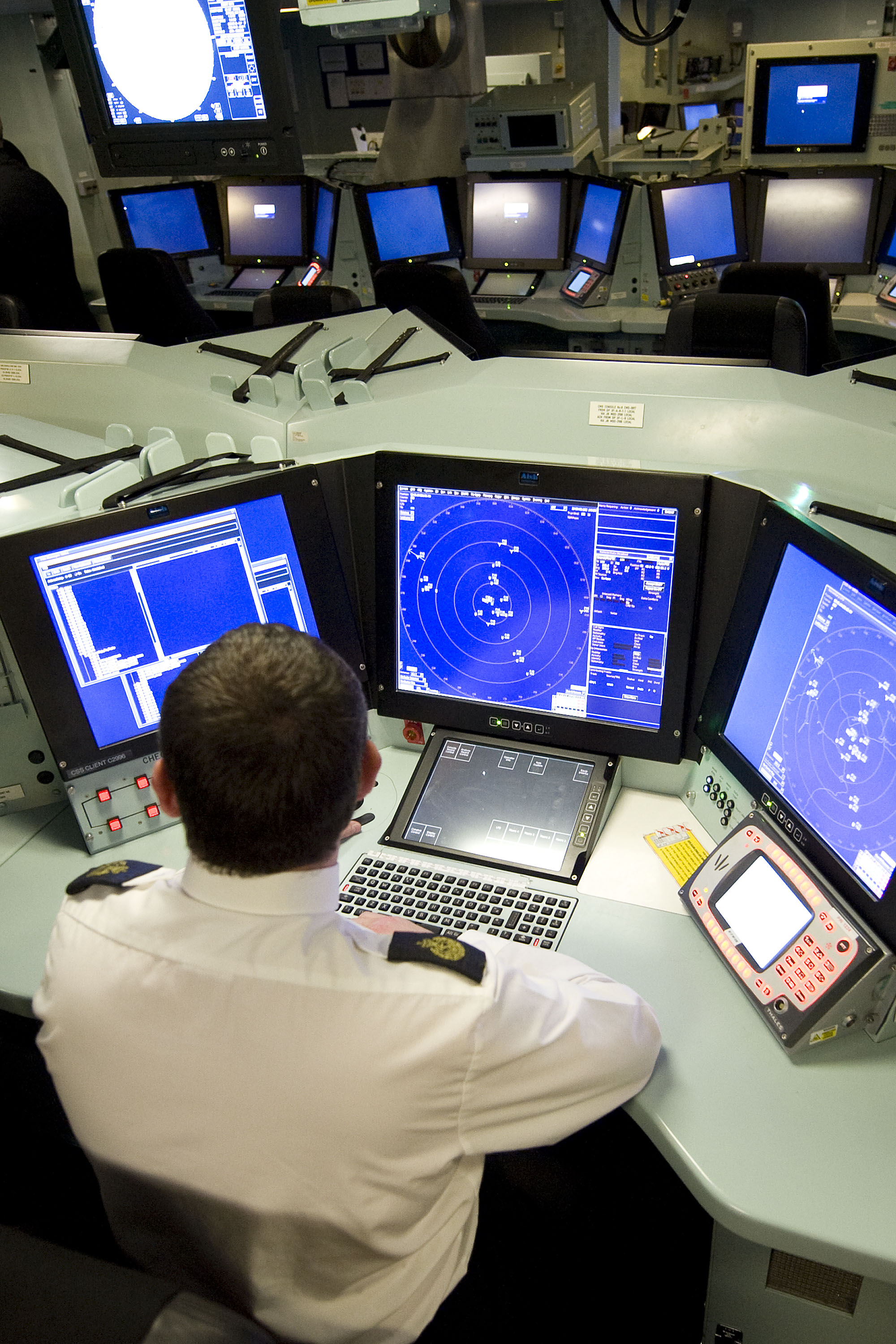
英国皇家海军勇敢号驅逐艦上的行动信息中心，摄于2009年。

PAAMS原计划用于英国、法国和意大利海军的“通用新一代护卫舰”（也称为地平線級驅逐艦）上。  1999年8月11日，法国国防部军备局与欧洲导弹公司签订合同，以开发和初步生产 PAAMS 作战系统以及相关的远程雷达 (LRR) 系统。该合同的内容包括为英国、法国和意大利首批新型战舰各配备一套 PAAMS 系统和一套 LRR。由于三国在设计要求上存在不可调和的分歧以及工作分配上的争议，英国于1999年10月退出了“通用新一代护卫舰”项目。退出后，英国决定继续本国的战舰研发设计，该型军舰后来被命名为45型驱逐舰。但英国仍然有参与于 PAAMS 项目。 为了实现规模经济，摊平研发成本，“地平线”级驱逐舰和45型驱逐舰上的PAAMS系统将会大量采用通用模块。

### PAAMS 组件
- PAAMS(S) —英国型号，配备SAMPSON多功能雷达 (MFR)
- PAAMS(E) —法国/意大利型号，配备EMPAR（英语：EMPAR）多功能雷达
- 自动指挥控制系统
- 运行Windows 2000操作系统的控制台
- Sylver垂直發射系統
- 紫菀导弹：
  - 紫菀 15，范围； 1.7—30 km（1.1—18.6 mi）
  - 紫菀 30，范围； 3—120 km（1.9—74.6 mi）

PAAMS 的两种型号均与S1850M远程预警雷达配合使用。

## 功能

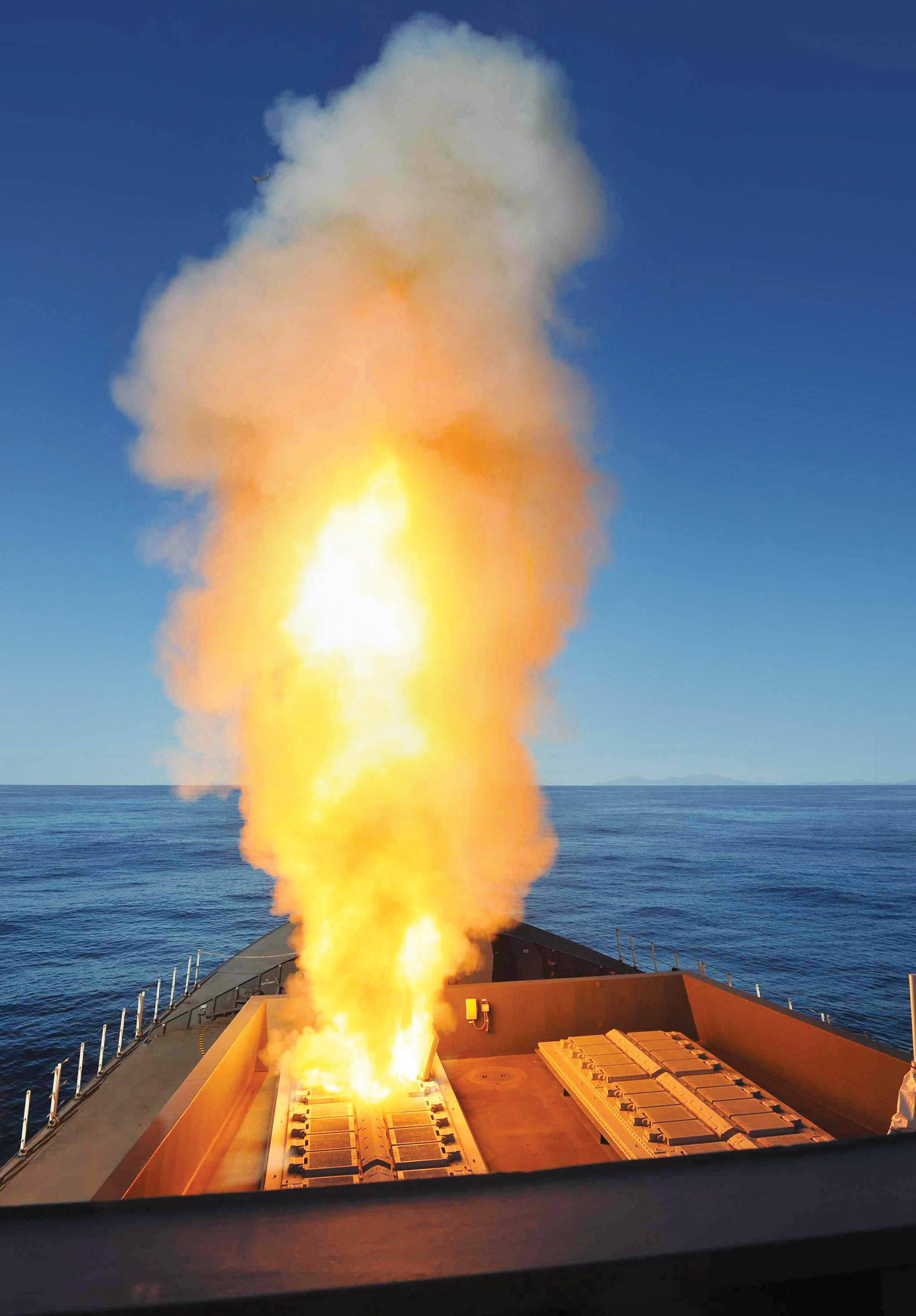
钻石号驱逐舰首次使用“海蝰蛇”发射Aster导弹。

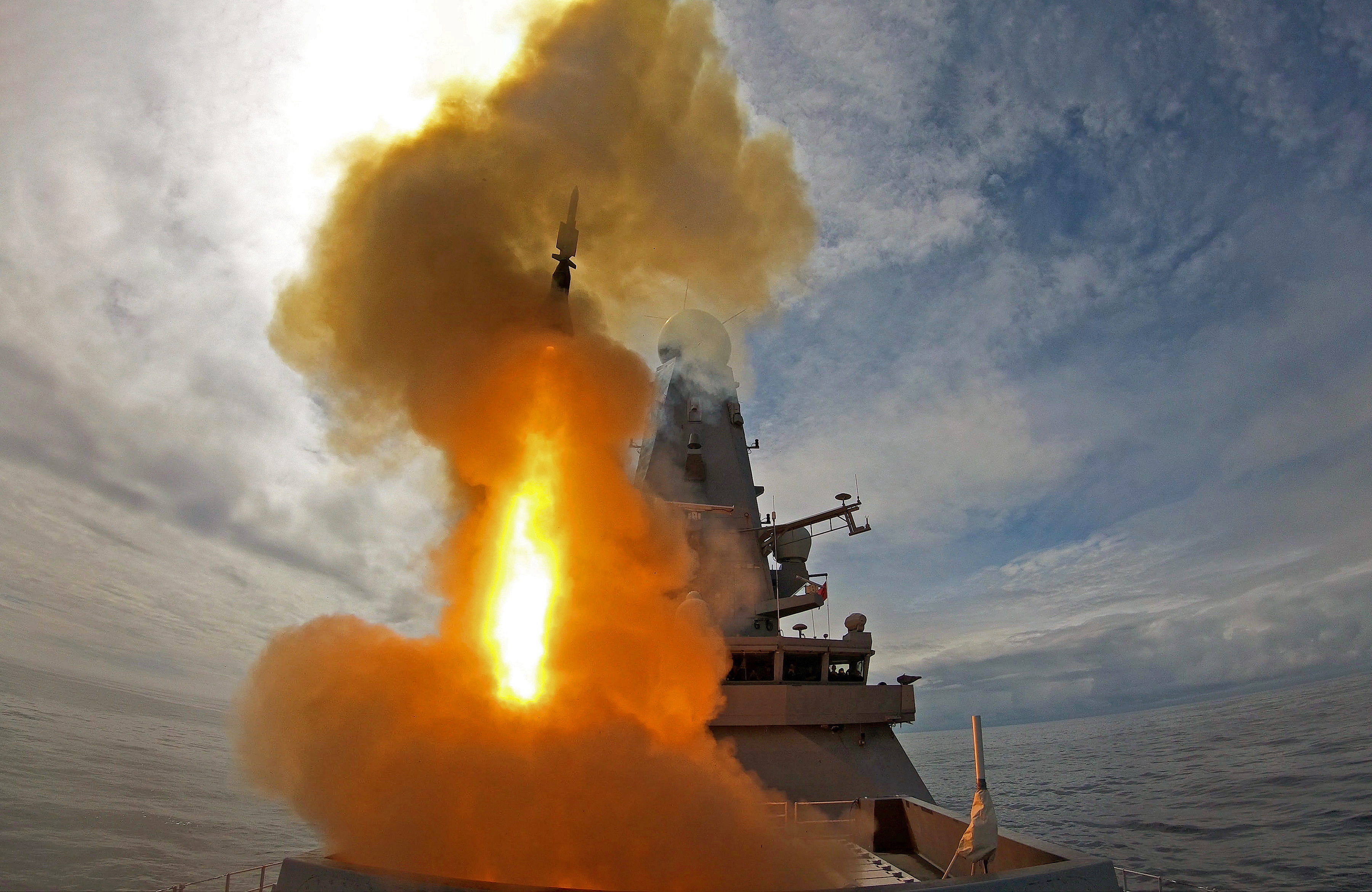
钻石号发射一枚Aster导弹。

PAAMS设计用于跟踪、瞄准和击毁各种高性能空中威胁，包括超低空饱和攻击、超音速巡航导弹、战斗机和无人机。PAAMS的Sylver垂直发射系统可在 10 秒内发射 8 枚导弹，并可同时引导多达 16 枚导弹。PAAMS(S) 变体由SAMPSON和S1850M远程雷达组成，能够在 400 千米的范围内跟踪超过 1000 个目标。BAE 系统公司还声称，其SAMPSON雷达“对隐形飞机和导弹具有出色的探测能力”。与美国神盾戰鬥系統后期的基线型号一样，PAAMS也可以同时攻击多个目标。   

## 作战历史
- 法國
  - 2023 年 12 月 9 日，法国海军 FREMM 型护卫舰“朗格多克”号在红海用“紫苑15”导弹击落了两架飞向该舰的无人机。12月11日，该舰又击落了一架威胁一艘挪威油轮的无人机。[9]
- 英国
  - 2023 年 12 月 15 日晚，英国皇家海军 45 型驱逐舰“钻石号”用一枚（Aster）导弹击落了红海上一架以商船为目标的无人机。[10] 这架无人驾驶飞行器据信是也门胡塞叛军发射的，这也是自 1991 年海湾战争以来，英国皇家海军舰艇首次向空中目标开火。[11]
  - 2024 年 1 月 9 日晚，英国皇家海军 45 型驱逐舰“钻石号”在红海用（Aster）导弹拦截了多架以商船为目标的无人机。[12] 据报道，这些无人驾驶飞行器是也门胡塞叛军发射的。这次行动是保卫该地区商业航运的更广泛国际行动的一部分。[13]

## 使用国

### 当前使用国

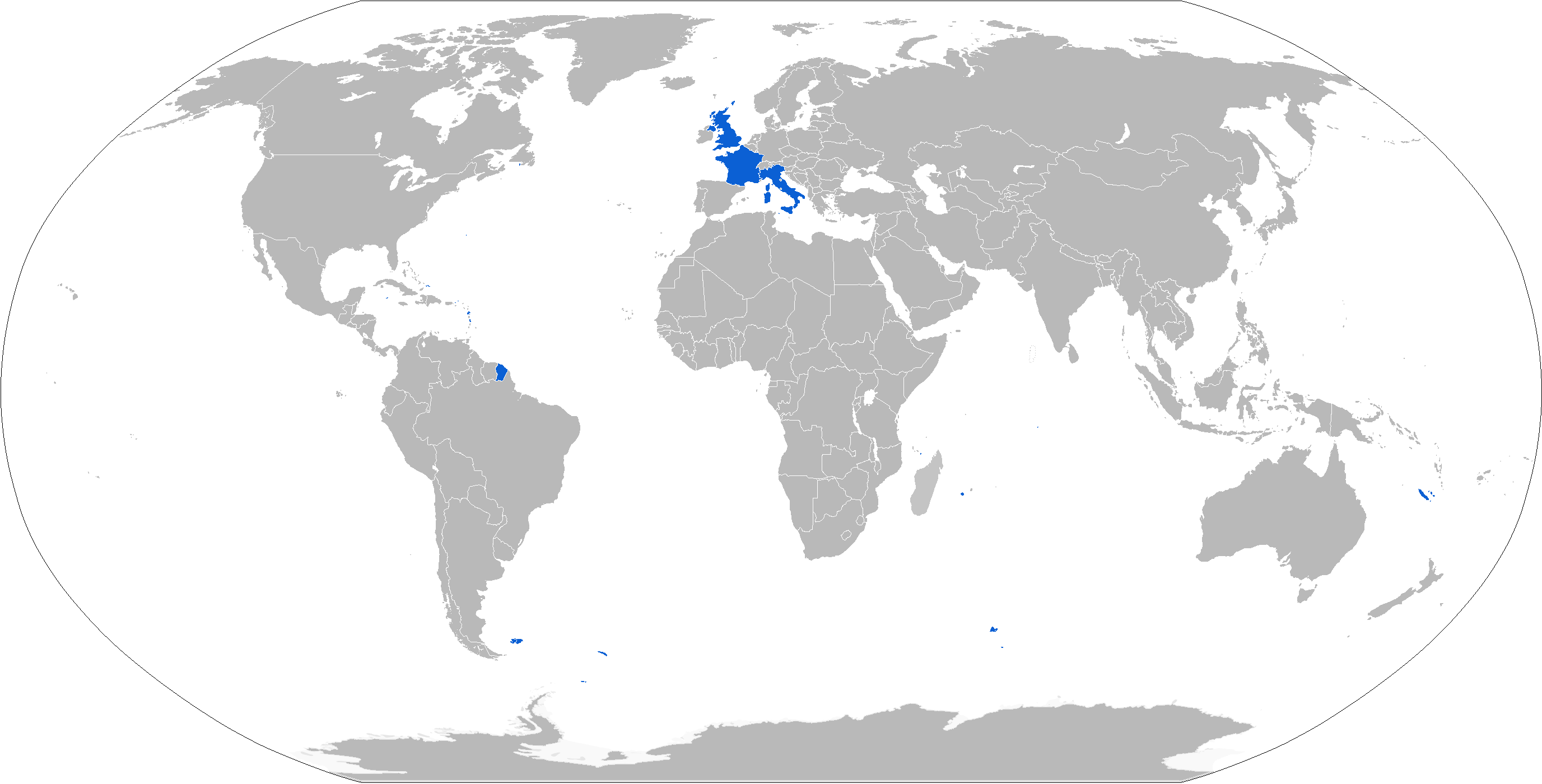
PAAMS 操作员的地图以蓝色显示

法國
- 法國海軍
  - 佛賓級驅逐艦 - 2艘
  - 阿基坦級巡防艦 - 8艘

 義大利
- 義大利海軍
  - 安德烈亞·多里亞級驅逐艦 - 2艘
  - 卡洛·伯伽米尼級巡防艦 - 10艘

 英国
- 英國皇家海軍
  - 45型驅逐艦 - 6艘